# Црква Светог арханђела Михаила, стара школа и старо гробље у Шетоњaма
Црква Светог арханђела Михаила, стара школа и старо гробље у Шетоњу, месту у општини Петровац на Млави, као целина представљају непокретно културно добро као споменик културе.

## Црква Светог архангела Михаила
Црква посвећена Светом архангелу Михаилу у Шетоњу подигнута је 1829. године, с тим што је припрата са звоником нешто касније дозидана. Као њен мајстор-неимар наводи се Милутин Гођевац. Заједно са зградом старе школе и гробљем лоцирана је недалеко од центра села на путу ка Великом Лаолу. Изведена је у класицистичком духу, као једнобродна грађевина са олтарском апсидом на истоку, мањим бочним певничким апсидама и звоником на западу. Просторно је подељена на једноделни олтарски простор, наос са плитким, полукружним певничким просторима и припрату са галеријом и звоником. Фасадна декорација је изузетно скромна и сведена углавном на обраду западног прочеља са наглашеним улазним порталом, архитектонским елементима у виду пиластара, монофора, окулуса и масивним звоником у завршници. Декорацију осталих фасада карактеришу само прозорски отвори у виду монофора. Иконе на олтарској прегради и живопис су новијег датума. Црква поседује вредне примере икона, богослужбених књига и сасуда.
Галерија

## Зграда старе школе
Зграда старе школе са два одељења и тремом, подигнута је 1859. године. Налази се у порти, северно од цркве. Данас је реновирана, а неко време је служила и као парохијски дом.

## Старо гробље
Југоисточно од цркве формирано је током 18. и 19. века старо гробље. С обзирома на то да су надгробни споменици клесани од изузетно порозног зрнастог пешчара временом је дошло до њихове девастације. На њима није сачуван ни један натпис, а тек на понеком се може уочити геометријски орнамент, најчешће у облику крста.
Галерија